# Pinalia tricolor
Pinalia tricolor är en orkidéart som först beskrevs av George Henry Kendrick Thwaites, och fick sitt nu gällande namn av Carl Ernst Otto Kuntze. Pinalia tricolor ingår i släktet Pinalia och familjen orkidéer.
Artens utbredningsområde är Sri Lanka. Inga underarter finns listade i Catalogue of Life.